# Vöhringen (Württemberg)
Vöhringen település Németországban, azon belül Baden-Württembergben. Lakosainak száma 4707 fő (2023. december 31.). Vöhringen Sulz am Neckar, Rosenfeld és Oberndorf am Neckar községekkel határos.

## Népesség
A település népessége az elmúlt években az alábbi módon változott:
| Lakosok száma | 3147 | 4313 | 4335 | 4483 | 4590 | 4707 |
|               | 1975 | 2017 | 2019 | 2021 | 2022 | 2023 |